# Комиссия по установлению истины, принятию беженцев и примирению
Комиссия по установлению истины, принятию беженцев и примирению (КАВР) — независимая комиссия в Восточном Тиморе, созданная под эгидой Временной администрации ООН в Восточном Тиморе в 2001 году. Комиссия занималась расследованиями нарушений прав человека, совершённых в период с апреля 1974 года по октябрь 1999 года. Идея её создания впервые была согласована с Национальным советом в 2000 году. Штаб-квартира была расположена на территории бывшей португальской и индонезийской тюрьмы.

## Полномочия
У Комиссии был тройной мандат, отражённый в её названии:
- возвращение тиморцев, перемещённых в индонезийский Западный Тимор, и их интеграция в общество;
- поиск «истины» — составление полного отчёта о нарушениях прав человека в период с 1974 по 1999 год (конец периода индонезийского правления), главным образом посредством сбора 7 669 заявлений;
- примирение, проводимое с помощью «новой и ранее не проверенной программы», называемой «Процесс примирения сообщества», предназначенной для реинтеграции правонарушителей низкого уровня в сообщество.

## Состав комиссии
Членами комиссии были тиморцы:
- Анисето Гутерриш Лопес
- Хасинто Алвес
- Мария Оландина Изабель Кейро Алвес
- Изабель Амарал Гутерриш
- Отец Йовито Араужо, католический священник
- Хосе Эстевао Соареш
- Агустино де Васконселос, служитель в протестантской церкви

## Результаты
Комиссия представила свой доклад под названием «Chega!» (стоп, достаточно) на 2500 страницах, охватывающий нарушения прав человека с 1974 по 1999 год, президенту Восточного Тимора 31 октября 2005 года, а затем президент передал доклад Генеральному секретарю ООН в соответствии с требованиями закона от 20 января 2006 года.
«Chega!» установил, что Восточный Тимор страдал от массовых нарушений прав человека, включая нарушения права на самоопределение. Происходили убийства и похищения, депортации, незаконные задержания и пытки, нарушения законов войны, политические процессы в судах, сексуальные насилия, нарушения прав детей.
Комиссия сочла, что от голода и насилия погибли от 90 800 до 202 600 человек, в том числе от 17 600 до 19 600 погибли насильственной смертью или пропали без вести (из общего числа населения, по состоянию на 1999 год, примерно 823 тыс. человек). Ответственность за 70 % жестоких убийств была возложена на индонезийские войска. Позднее, в 2008 году, выводы КАВР были подтверждены Индонезийско-Тиморской комиссией правды и дружбы.
Доклад был опубликован сперва на индонезийском, а затем на английском языках. Он состоит из пяти томов:
- Том 1: Работа и мандат КАВР; история конфликта; анализ оккупирующей силы и сопротивления; профиль нарушений прав человека в 1974—1999 годах.
- Том 2: Нарушения прав человека: самоопределение; незаконные убийства и насильственные исчезновения; вынужденное перемещение и голод.
- Том 3: Нарушения прав человека (продолжение): произвольные задержания, пытки и жестокое обращение; нарушения законов войны; политические процессы; изнасилование, сексуальное рабство и другие формы сексуального насилия; нарушения прав ребёнка; экономические и социальные права.
- Том 4: Выводы об ответственности и подотчётности; процесс примирения сообщества; поддержка жертв; рекомендации.
- Том 5: Приложения: преступления против человечности в 1999 году, данные и статистические методы, обвинительные заключения Группы по тяжким преступлениям и признания (включая доноров); словарь терминов; индекс.

## Последствия
Результаты работы Комиссии по установлению истины, принятию беженцев и примирению никогда не обсуждались в парламенте, хотя правительство Тимора-Лешти заявляет, что оно выполнило большинство рекомендаций её доклада.
Последующая работа в области образования, архивов, мемориализации, защиты, поддержки жертв и других аспектов осуществляется «Национальным центром Chega!», созданным в 2016 году премьер-министром Руи Марией де Араужо. Несколько неправительственных организаций также активно выступают за полное внедрение положений доклада «Chega!» в законодательство государства.